# Catequesi

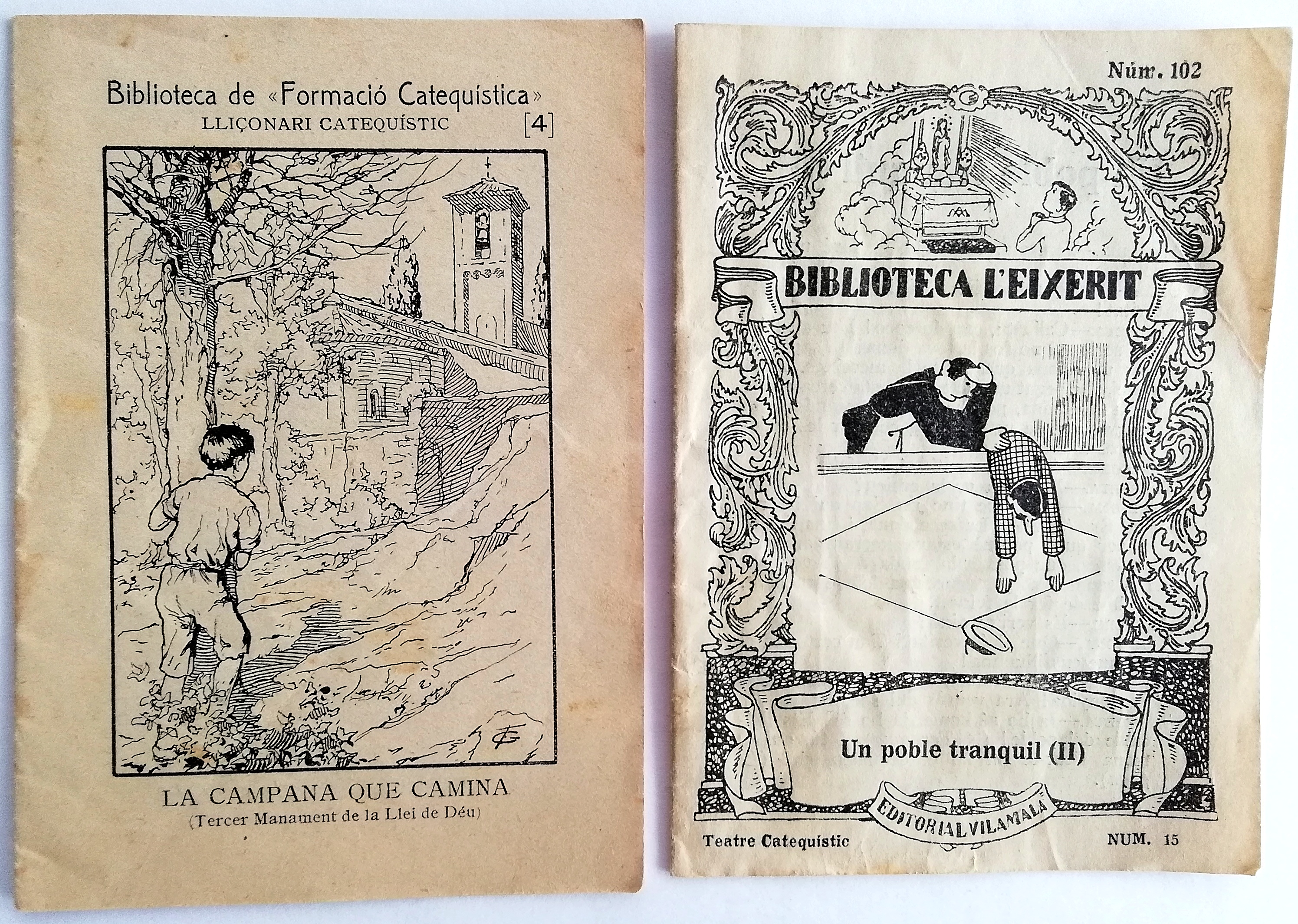
Llibrets de formació catequística del primer terç del segle xx. Biblioteca L'Eixerit i Lliçonari catequístic (La campana que camina)

En la religió catòlica, existeix la catequesi, que és l'ensenyament de la doctrina catòlica als infants o als nous membres de la religió, sovint seguint el catecisme. El catolicisme primitiu basava la catequesi en l'aprenentatge previ al baptisme en el cas de les conversions, però el costum de batejar els nadons va fer que la catequesi fos un tipus d'ensenyament religiós a part. La catequesi es duu a terme a les parròquies i a algunes escoles religioses i sol dividir-se en etapes segons l'edat dels aprenents i el sagrament per al qual es preparin, com la catequesi de la primera comunió o el de la confirmació. Els grups de fe adults poden tenir unes sessions de catequesi per aprofundir en les creences dels seus membres.